# Anisodes obviata
Anisodes obviata är en fjärilsart som beskrevs av Louis Beethoven Prout 1932. Anisodes obviata ingår i släktet Anisodes och familjen mätare. Inga underarter finns listade i Catalogue of Life.